# Bražyne
Bražyne (ukrajinsky Бражине, rusky Бражино – Bražino) je sídlo městského typu v Doněcké oblasti na Ukrajině. K roku 2011 mělo přes tři sta obyvatel.

## Poloha
Bražyne leží v Doněcké pánvi. Je vzdáleno přibližně pět kilometrů jihovýchodně od Snižného, pod nějž ze správního střediska spadá, a přibližně sedmdesát kilometrů východně od Doněcka, správního střediska oblasti.

## Dějiny
Sídlem městského typu je Bražyne od roku 1957. Od počátku rusko-ukrajinské války v roce 2014 jej měla pod kontrolou samozvaná Doněcká lidová republika.